# Randonnai
Randonnai település Franciaországban, Orne megyében. Lakosainak száma 733 fő (2018. január 1.). Randonnai Irai, Beaulieu, Bresolettes, Normandel, La Poterie-au-Perche és Les Aspres községekkel határos.

## Népesség
A település népessége az elmúlt években az alábbi módon változott:
| Lakosok száma | 746  | 942  | 1458 | 1305 | 935  | 806  | 751  | 767  | 737  | 733  |
|               | 1962 | 1968 | 1975 | 1982 | 1990 | 2008 | 2013 | 2015 | 2017 | 2018 |